# أولدم
أولدم (بالإنجليزية: Oldham، وتُلفظ: /ˈoʊldəm/) هي مدينة تقع في مانشستر الكبرى (إنجلترا). تقع بين البنيس مرتفعة عن الأرض الواقع بين نهري أوروك ومدلوك، 5.3 ميل (8.5 كم) جنوب شرقي روتشديل، و 6.9 ميل (11.1 كم) شمال شرق مدينة مانشستر. تحيط بأولدم العديد من المستوطنات الصغيرة التي تشكل معاً مدينة أولدم من الإقليم، الذي هو أولدم المركز الإداري.

## توأمة
لأولدم اتفاقيات توأمة مع:
- كراني

## أعلام
- مارك أوين
- وارن كلارك
- والتر وينتربوتوم
- جيمي كيلي
- لويز براون
- مالكوم هيلتون
- جورج ويليام سميث
- إيان كيرشو
- لانس تود
- براندان ماكمانوس